# Lago dei Frati
Il lago dei Frati è un laghetto artificiale situato in alta valle Brembana nel comune di Carona.
Situato nell'omonima piccola valle, che si sviluppa dal passo di Aviasco e sfocia nella conca del rifugio Fratelli Calvi, deve il proprio nome al fatto che in epoca medievale, numerosi frati provenienti dall'abbazia di San Benedetto (Albino) (situata presso Albino) vi transitavano per raggiungere i propri possedimenti situati presso i pascoli dell'Armentarga.
La diga, costruita nel 1947, crea un bacino con un'estensione di 25.000 metri quadrati ed una capacità di 330.000 m³ di acqua che, unitamente a quelle dei vicino invaso dei Laghi Gemelli e del lago Colombo, alimenta la centrale idroelettrica di Sardegnana.

## Collegamenti

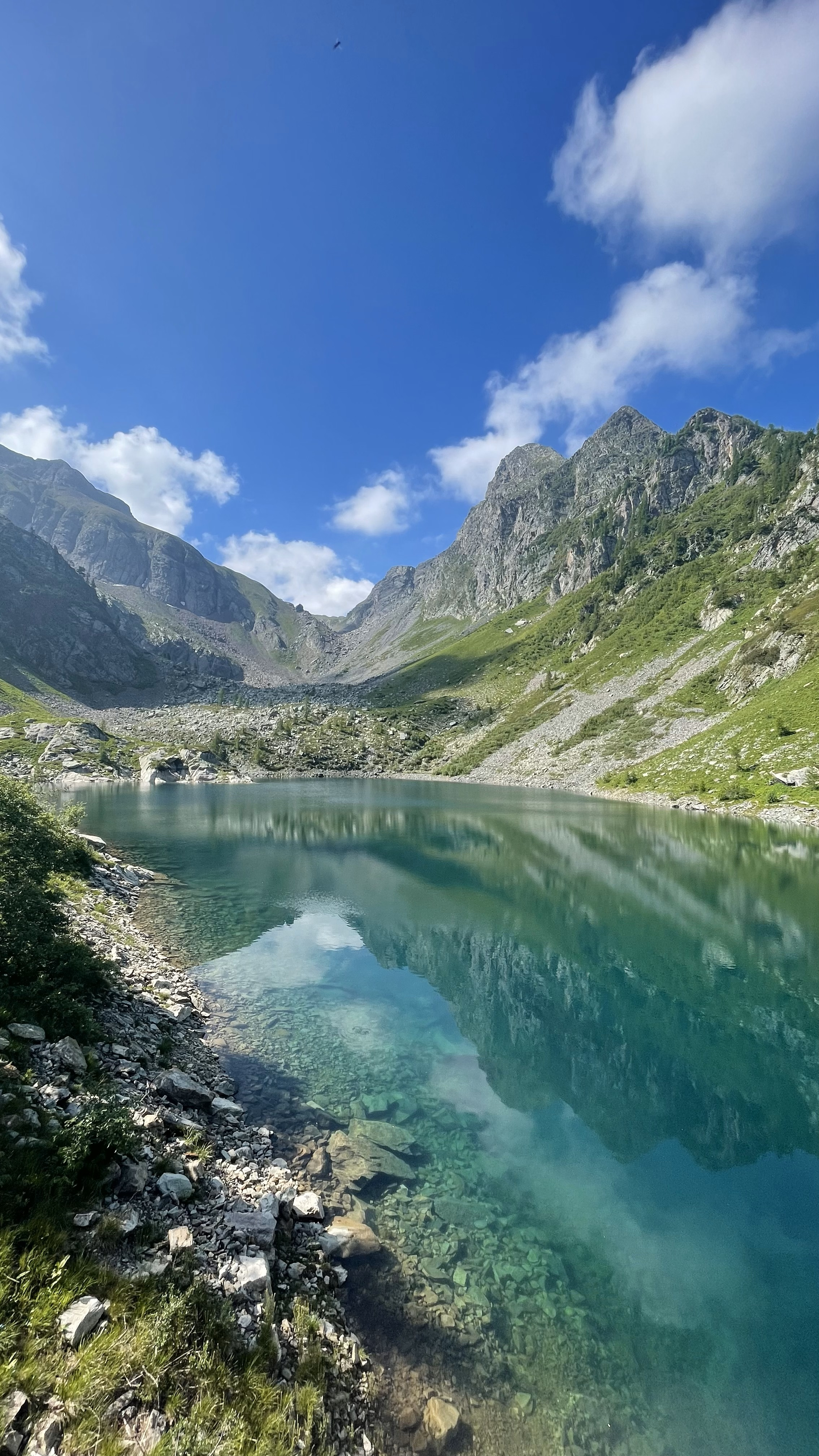
Vista del lago dal sentiero CAI 236

La via più breve per raggiungerlo parte da Carona da cui si sale e si raggiunge l'abitato della frazione di  Pagliari. Dal piccolo borgo si segue quindi la traccia contrassegnata con il segnavia del C.A.I. numero 247 che sale fino ad intersecare il sentiero delle Orobie, con traccia numero 213. Poche decine di metri più a monte si dirama il sentiero numero 236, che percorre la valle dei Frati, all'inizio della quale si trova il lago.
Sempre da Carona è possibile raggiungere il lago salendo fino alla diga del lago di Fregabolgia (sentiero nr.210), scendere quindi leggermente con la traccia 213, da cui poi imboccare il precedentemente descritto sentiero 236.
Alternativamente si può raggiungere il lago anche dalla val Seriana, tramite il passo di Aviasco, posto nei pressi dell'omonimo lago nel comune di Valgoglio.